# Stine Lise Hattestad
Stine Lise Hattestad (Oslo, 30 april 1966) is een voormalig freestyleskiester uit Noorwegen. Ze vertegenwoordigde haar vaderland op de Olympische Winterspelen 1992 in Albertville en de Olympische Winterspelen 1994 in Lillehammer.
In 2009 richtte Hattestad 'Pure Consulting' op en werkt daar nu als adviseur om andere bedrijven te helpen met maatschappelijk verantwoord te ondernemen.

## Resultaten

### Olympische Winterspelen
| Jaar | Plaats      | Resultaten |
| ---- | ----------- | ---------- |
| 1992 | Albertville | Moguls     |
| 1994 | Lillehammer | Moguls     |

### Wereldkampioenschappen
| Jaar | Plaats                | Resultaten         |
| ---- | --------------------- | ------------------ |
| 1986 | Tignes                | 9e Moguls 10e Acro |
| 1991 | Lake Placid           | 6e Moguls          |
| 1993 | Altenmarkt-Zauchensee | Moguls             |

### Wereldbeker
Eindklasseringen
| Seizoen   | Algemeen         | Moguls           | Acro            |
| --------- | ---------------- | ---------------- | --------------- |
| 1984/1985 | 37e 2,00 punten  | 19e 11,00 punten | 26e 2,00 punten |
| 1985/1986 | 5e 13,00 punten  | 8e 29,00 punten  | 7e 27,00 punten |
| 1986/1987 | 10e 10,00 punten | · 72,00 punten   |                 |
| 1987/1988 | 6e 10,00 punten  | · 72,00 punten   |                 |
| 1988/1989 | 15e 8,00 punten  | 6e 57,00 punten  |                 |
| 1989/1990 | 28e 6,00 punten  | 9e 35,00 punten  |                 |
| 1990/1991 | 10e 10,00 punten | · 78,00 punten   |                 |
| 1991/1992 | 7e 10,00 punten  | · 84,00 punten   |                 |
| 1992/1993 | 8e 97,00 punten  | · 876,00 punten  |                 |
| 1993/1994 | 10e 94,00 punten | · 756,00 punten  |                 |

Wereldbekerzeges
| Datum            | Plaats       | Onderdeel |
| ---------------- | ------------ | --------- |
| 6 februari 1988  | Madarao      | Moguls    |
| 5 maart 1988     | Oberjoch     | Moguls    |
| 17 december 1988 | La Plagne    | Moguls    |
| 13 januari 1989  | Lake Placid  | Moguls    |
| 16 januari 1993  | Breckenridge | Moguls    |
| 22 januari 1993  | Lake Placid  | Moguls    |
| 30 januari 1993  | Le Relais    | Moguls    |
| 17 maart 1993    | Livigno      | Moguls    |
| 27 maart 1993    | Lillehammer  | Moguls    |
| 8 februari 1994  | Hundfjället  | Moguls    |